# La Serra d'en Galceran
Sierra Engarcerán är en kommun i Spanien.   Den ligger i provinsen Província de Castelló och regionen Valencia, i den östra delen av landet, 300 km öster om huvudstaden Madrid. Antalet invånare är 1 066. Arean är 82 kvadratkilometer. Sierra Engarcerán gränsar till Albocàsser, Benlloch, Cuevas de Vinromá, Culla, Sarratella, Useras, Vall d'Alba och Vilanova d'Alcolea. 
Terrängen i Sierra Engarcerán är huvudsakligen kuperad.